# Cal Mutxatxà
Cal Mutxatxà és una masia de Selvanera, al municipi de Torrefeta i Florejacs (Segarra), inclosa a l'Inventari del Patrimoni Arquitectònic de Catalunya.

## Descripció
Edifici de quatre façanes i tres plantes. Té un edifici annex. La façana est té una entrada a la planta baixa i una petita finestra al costat. A la planta següent, a la dreta, hi ha un balcó amb barana de ferro i, a la seva esquerra, una finestra. Al darrer pis hi ha una finestra. A la façana sud hi ha una finestra al segon pis. A la façana oest, la planta baixa l'ocupa un edifici annex, a la resta de la façana no hi ha obertures. A la nord, a la planta baixa, hi ha una entrada, i a l'esquerre una altra. Hi ha dues finestres al pis superior.
Les façanes est i sud estan envoltades per murs, que tenen una entrada a l'est amb porta metàl·lica amb dos pilars a cada costat. La coberta és de dos vessants (Nord-Sud), acabada en teules.
Hi ha un edifici annex, adjunt a la façana oest.
S'hi va per la carretera que deixa Selvanera pel sud, es passa per davant del mas Mascó i després s'agafa un camí a la dreta (el de l'esquerra porta al mas Nadal), i ja s'hi arriba.